# Йохан фон Насау-Идщайн
Йохан фон Насау-Идщайн (на немски: Johann von Nassau-Idstein; * 24 ноември 1603, Саарбрюкен; † 23 май 1677, Идщайн) е граф на Насау-Вайлбург (1627 – 1629), граф на Насау-Идщайн (1629 – 1677) и протестантски регент.

## Живот
Той е син на граф Лудвиг II фон Насау-Вайлбург (1565 – 1627) и съпругата му ландграфиня Анна Мария (1567 – 1626), дъщеря на ландграф Вилхелм IV от Хесен-Касел и Сабина от Вюртемберг. Най-големият му брат Вилхелм Лудвиг (1590 – 1640) е граф на Саарбрюкен, а по-малките му братя са Ернст Казимир (1607 – 1655), граф на Насау-Вайлбург, и Ото (1610 – 1632).
На 29 януари 1629 г. братята поделят земите. Вилхелм Лудвиг получава Графство Саарбрюкен. Йохан получава господство Идщайн, Висбаден и Зоненберг.
През 1629 г. Йохан се жени за Сибила Магдалена фон Баден-Дурлах (* 21 юли 1605, † 26 юли 1644, Страсбург), дъщеря на маркграф Георг Фридрих фон Баден-Дурлах и графиня Юлиана Урсула фон Салм, вилд- и рейнграфиня фон Нойфвил, дъщеря на Фридрих фон Залм-Нойфвил. През 1644 г. графиня Сибила Магдалена умира на 39 години.
Йохан се жени втори път на 6 декември 1646 г. в Страсбург за графиня Анна фон Лайнинген-Дагсбург-Фалкенбург (* 25 май 1625, Дагсбург; † 24 декември 1668, Идщайн), дъщеря на граф Филип Георг фон Лайнинген-Дагсбург-Фалкенбург и графиня Анна фон Ербах.
Когато през 1653 г. най-големият му син става католик, Йохан го изгонва. През 1676/1677 г. в територията на Йохан са осъдени 39 души на смърт по време на лова на вещици. Съпругата му Анна умира на 43 години от чума през 1668 г.

## Деца
С двете си съпруги той има общо 25 деца.
1. Анна Отила (1630 – 1632) (от 1. брак)
2. Густав Адолф (1632 – 1664), убит
3. Лудвиг Фридрих (1633 – 1656)
4. Бернхардина София (1634 – 1642)
5. Йохан (1638 – 1658)
6. Сабина Юлиана (1639)
7. Карл (1649 – 1651) (от 2. брак)
8. Христина Елизабет (1651 – 1676)
9. Елеонора Луиза (1653 – 1677)
10. Ернестина (1654 – 1655)
11. Георг Вилхелм (1656 – 1657)
12. Йоханета (1657 – 1733), ∞ 1680 граф Христиан Лудвиг фон Валдек († 1706)
13. Сибила Шарлота (1658 – 1660)
14. Доротея Амалия (1661 – 1740), ∞ граф Лудвиг Фридрих фон Вид († 1709)
15. Филип Лудвиг (1662 – 1664)
16. Георг Август (1665 – 1721), ∞ 1688 г. Хенриета Доротея фон Йотинген-Йотинген (1672 – 1728), дъщеря на княз Албрехт Ернст I фон Йотинген-Йотинген